# Jiří Batušek
Jiří Batušek (10. dubna 1919, Strážnice – 21. ledna 2011, Opava) byl český katolický kněz, profesor fundamentální teologie a politický vězeň.

## Život
Studoval na státním reálném gymnáziu v Kroměříži, které zakončil maturitou v roce 1938. Ve studiu ke kněžství pokračoval na Cyrillo-Methodějské bohoslovecké fakultě v Olomouci v letech 1938–1939, dále na Arcidiecézním bohosloveckém učilisti v Olomouci v letech 1940-1942. Poté byl totálně nasazen na práci v Německu. Na studium navázal v letním válečném semestru 1945 na Cyrillo-Methodějské bohoslovecké fakultě v Olomouci a pokračoval na Lateránské univerzitě v Římě (Pontificia Universitas Lateranensis) v letech 1945–1946. V Římě byl 5. dubna 1946 vysvěcen na kněze, ale ve studiích na Lateránské univerzitě pokračoval. Studia zakončil doktorátem z teologie na základě disertační práce s názvem De relatione elementi humani et divini in constitutione Ecclesiae secundum doctrinam Leonis XIII. et Pii XII., a 30. června 1946 byl promován. Dalšímu studiu v Římě se věnoval na Gregoriánské univerzitě (Pontificia Universitas Gregoriana) v letech 1948–1949. Poté šel do pastorace a působil jako kaplan v Hranicích a v Chvalkovicích. V letech 1951–1954 sloužil u PTP. Poté působil jako kaplan v Prostějově a vikář na dómě sv. Václava v Olomouci. Zároveň pracoval jako úředník na konzistoři. V roce 1957 mu byl odebrán státní souhlas k výkonu kněžské služby a pracoval jako pomocný dělník ve Stavebním podniku Olomouc. V roce 1961 byl zatčen a ve vykonstruovaném procesu odsouzen na 6 let do vězení. V roce 1962 byl na amnestii propuštěn. Po návratu z vězení pracoval jako pomocný stavební dělník, a poté v Laboratoři pro výzkum fyziologie. V letech 1964–1968 byl zaměstnancem lékařské fakulty Univerzity Palackého v Olomouci. Dne 7. října 1968 byl jmenován na Římskokatolické Cyrilometodějské bohoslovecké fakultě v Praze se sídlem v Litoměřicích, pobočce v Olomouci odborným asistentem pro obor základní bohovědy, s účinností od 1. října 1968. Pro odklad otevření fakultní pobočky byla uzavřena smlouva až 20. června 1969, s účinností od 1. října 1968. Jeho působení na fakultě bylo ukončeno dne 12. ledna 1971, s účinností od 31. prosince 1970. Byl ještě pověřen externí výukou od 1. ledna 1971 do 30. června 1971, poté bylo jeho působení definitivně ukončeno. V roce 1971 začal působit jako kaplan v Holešově, od 1. listopadu 1971 měl civilní zaměstnání jako údržbář na dómě sv. Václava v Olomouci a skladový dělník v Teplotechně Olomouc. Dne 1. června 1979 odešel do důchodu a stal se duchovním správcem sester sv. Františka v Opavě, kde působil až do své smrti. Na Cyrilometodějskou bohosloveckou fakultu Univerzity Palackého v Olomouci se však ještě vrátil a to od 1. října 1990 do roku 1994, kdy zde působil jako odborný asistent.
Zemřel ve věku 91 let, posilněn svátostmi a obklopen obětavou péčí Milosrdných sester III. řádu svatého Františka v Opavě. Jeho pohřeb se konal v sobotu 29. ledna 2011 v 10 hodin v opavské konkatedrále Panny Marie. Po mši svaté bylo jeho tělo uloženo k odpočinku do kněžského hrobu na Městském hřbitově v Opavě.